# Region Midtjylland
Region Midtjylland er en af Danmarks fem regioner. Regionen er en administrativ enhed med hovedansvaret sundhedsvæsenet, regional udvikling og drift af en række sociale institutioner i Midtjylland.
Region Midtjylland er landets næststørste region befolkningsmæssigt med en befolkning på 1.365.688 indbyggere  (2024), og landets arealmæssigt største med et areal på 13.008 km². Regionen har hovedsæde i Viborg.
Regionen havde i 2010 et budget på 25,2 mia. kr. og ca. 25.000 ansatte.
Statslige opgaver i Region Midtjylland blev fra 1. januar 2007 indtil 31. marts 2019 varetaget af Statsforvaltningen. Fra 1. april 2019 varetages opgaverne af Familieretshuset og Styrelsen for International Rekruttering og Integration (SIRI) samt Ankestyrelsen.

## Regionens styre
Regionen ledes af et 41 medlemmer stort folkevalgt regionsråd. Der afholdes regionsrådsvalg samtidig med kommunalvalg.
Regionernes styreform er fleksibelt forretningsudvalgsstyre, hvilket betyder at forretningsudvalget er det eneste udvalg, foruden regionsrådet, der kan træffe beslutninger og det eneste faste udvalg. Forretningsudvalget har 13 medlemmer.

## Regionsrådet

### Regionsformand
Nuværende regionsrådsformand, Anders Kühnau, overtog embedet i 2018. Bent Hansen (S) var formand for regionsrådet siden 2007. Han blev genvalgt i 2009 med 72.665 personlige stemmer og igen ved regionsrådsvalget i 2013.
De 41 medlemmer fordeler sig således:

### Mandatfordeling
| 16 | 2 | 3 | 2 |  | 2 | 14 |  |

| 27 | 14 |

| 15 |  | 3 | 6 | 3 | 11 | 2 |

| 28 | 13 |

| 16 | 2 | 2 | 2 |  | 3 | 13 | 2 |

| 27 | 14 |

| 15 |  |  | 2 |  |  | 3 | 13 | 2 |  |  |

| 30 | 11 |

| 13 | 2 | 6 |  | 3 |  |  | 11 | 2 |  |

| 19 | 22 |

| 13 | 2 | 6 | 3 |  |  | 11 | 2 | 2 |

| 20 | 21 |

### Nuværende regionsråd
| Navn                               | Parti                                    |
| ---------------------------------- | ---------------------------------------- |
| Anders Kühnau (Regionsrådsformand) | Socialdemokratiet - 13 mandater          |
| Lone Dybdal                        | Socialdemokratiet - 13 mandater          |
| Else Søjmark                       | Socialdemokratiet - 13 mandater          |
| Morten Flæng                       | Socialdemokratiet - 13 mandater          |
| Per Møller Jensen                  | Socialdemokratiet - 13 mandater          |
| Flemming Knudsen                   | Socialdemokratiet - 13 mandater          |
| Henrik Gottlieb Hansen             | Socialdemokratiet - 13 mandater          |
| Ditte Fredensborg                  | Socialdemokratiet - 13 mandater          |
| Conny Jensen                       | Socialdemokratiet - 13 mandater          |
| Annette Roed                       | Socialdemokratiet - 13 mandater          |
| Birgit Marie Christensen           | Socialdemokratiet - 13 mandater          |
| Gitte Færgemann                    | Socialdemokratiet - 13 mandater          |
| Niels Viggo Lynghøj                | Socialdemokratiet - 13 mandater          |
| Ulrich Fredberg                    | Venstre - 11 mandater                    |
| Anders G. Christensen              | Venstre - 11 mandater                    |
| Anne Marie Søe Nørgaard            | Venstre - 11 mandater                    |
| Ib Bjerregaard                     | Venstre - 11 mandater                    |
| Arne Lægaard                       | Venstre - 11 mandater                    |
| Torben Nørregaard                  | Venstre - 11 mandater                    |
| Bent B. Graversen                  | Venstre - 11 mandater                    |
| Louise Høeg                        | Venstre - 11 mandater                    |
| Olav Nørgaard                      | Venstre - 11 mandater                    |
| Steen Jakobsen                     | Venstre - 11 mandater                    |
| Thrine Rimdal Nørgaard             | Venstre - 11 mandater                    |
| Stine Damborg                      | Det Konservative Folkeparti - 6 mandater |
| Purnima Erichsen                   | Det Konservative Folkeparti - 6 mandater |
| Martin Jakobsen                    | Det Konservative Folkeparti - 6 mandater |
| B. Bo Jensen                       | Det Konservative Folkeparti - 6 mandater |
| Nicolaj Bang                       | Det Konservative Folkeparti - 6 mandater |
| Mette Guldberg                     | Det Konservative Folkeparti - 6 mandater |
| Jacob Klærke                       | Socialistisk Folkeparti - 3 mandater     |
| Susanne Buch                       | Socialistisk Folkeparti - 3 mandater     |
| Ulla Holm                          | Socialistisk Folkeparti - 3 mandater     |
| Else Kayser                        | Enhedslisten - 2 mandater                |
| Henrik Qvist                       | Enhedslisten - 2 mandater                |
| Hanne Roed                         | Radikale Venstre - 2 mandater            |
| Josefine Schlosser                 | Radikale Venstre - 2 mandater            |
| Lone Langballe                     | Dansk Folkeparti - 1 mandat              |
| Inger-Marie Tryde                  | Nye Borgerlige - 1 mandat                |
| Marianne Karlsmose                 | Kristendemokraterne - 1 mandat           |
| Rose-Marie Mollerup                | Psykiatri-Listen - 1 mandat              |

| Udtrådt           | Indtrådt        | Dato              | Parti                       |
| ----------------- | --------------- | ----------------- | --------------------------- |
| Nicolaj Bang      | Lau Sørensen    | 24. august 2022   | Det Konservative Folkeparti |
| Ulrich Fredberg   | Poul Berggren   | 20. december 2023 | Venstre                     |
| Ditte Fredensborg | Elvin J. Hansen | 9. december 2024  | Socialdemokratiet           |

| Navn              | Skiftet fra      | Skiftet til      | Dato              |
| ----------------- | ---------------- | ---------------- | ----------------- |
| Inger-Marie Tryde | Nye Borgerlige   | Dansk Folkeparti | 25. august 2023   |
| Inger-Marie Tryde | Dansk Folkeparti | Løsgænger        | 10. december 2024 |

### Regionsrådet 2018-2022
| Navn                               | Parti                           |
| ---------------------------------- | ------------------------------- |
| Anders Kühnau (Regionsrådsformand) | Socialdemokratiet - 15 mandater |
| Annette Roed                       | Socialdemokratiet - 15 mandater |
| Niels Erik Iversen                 | Socialdemokratiet - 15 mandater |
| Morten Flæng                       | Socialdemokratiet - 15 mandater |
| Flemming Knudsen                   | Socialdemokratiet - 15 mandater |
| Henrik Fjeldgaard                  | Socialdemokratiet - 15 mandater |
| Henrik Gottlieb Hansen             | Socialdemokratiet - 15 mandater |
| Claus Kjeldsen                     | Socialdemokratiet - 15 mandater |
| Lars Møller Pedersen               | Socialdemokratiet - 15 mandater |
| Ole Jepsen                         | Socialdemokratiet - 15 mandater |
| Conny Jensen                       | Socialdemokratiet - 15 mandater |
| Birgit Marie Christensen           | Socialdemokratiet - 15 mandater |
| Mette Valbjørn                     | Socialdemokratiet - 15 mandater |
| John G. Christensen                | Socialdemokratiet - 15 mandater |
| Marianne Carøe                     | Socialdemokratiet - 15 mandater |
| Carsten Kissmeyer                  | Venstre - 13 mandater           |
| Ulrich Fredberg                    | Venstre - 13 mandater           |
| Dorte West                         | Venstre - 13 mandater           |
| Jørgen Winther                     | Venstre - 13 mandater           |
| Ib Bjerregaard                     | Venstre - 13 mandater           |
| Jørgen Nørby                       | Venstre - 13 mandater           |
| Arne Lægaard                       | Venstre - 13 mandater           |
| Olav Nørgaard                      | Venstre - 13 mandater           |
| Torben Nørregaard                  | Venstre - 13 mandater           |
| Steen Jakobsen                     | Venstre - 13 mandater           |
| Erik Vinther                       | Venstre - 13 mandater           |
| Finn Thranum                       | Venstre - 13 mandater           |
| Christian Møller-Nielsen           | Venstre - 13 mandater           |
| Lone Langballe                     | Dansk Folkeparti - 3 mandater   |
| Steen Thomsen                      | Dansk Folkeparti - 3 mandater   |
| Ole Revsgaard Andersen             | Dansk Folkeparti - 3 mandater   |
| Jacob Isøe Klærke                  | SF - 2 mandater                 |
| Susanne Buch                       | SF - 2 mandater                 |
| Else Kayser                        | Enhedslisten - 2 mandater       |
| Signe Lund Jensen                  | Enhedslisten - 2 mandater       |
| Nicolaj Bang                       | Konservative - 1 mandat         |
| Hanne Roed                         | Radikale Venstre - 1 mandat     |
| Mikkel Rasmussen                   | Psykiatri-Listen - 1 mandat     |
| Jakob Rixen                        | Liberal Alliance - 1 mandat     |
| Marianne Karlsmose                 | Kristendemokraterne - 1 mandat  |
| Rasmus Foged                       | Alternativet - 1 mandat         |

| Udtrådt          | Indtrådt              | Parti            | Dato           |
| ---------------- | --------------------- | ---------------- | -------------- |
| Mikkel Rasmussen | Peter Møller Andersen | Psykiatri-Listen | 24. april 2020 |

| Navn                  | Skiftet fra      | Skiftet til       | Dato            |
| --------------------- | ---------------- | ----------------- | --------------- |
| Peter Møller Andersen | Psykiatri-Listen | Socialdemokratiet | 16. januar 2021 |

## Regionens opgaver
Ifølge regionsloven er regionens opgaver:
- Sygehusvæsenet, herunder sygehusene, psykiatrien samt sygesikringen, herunder privatpraktiserende læger og speciallæger
- Regional udvikling, blandt andet vedr. natur og miljø, erhverv, turisme, beskæftigelse, uddannelse og kultur samt udvikling i regionernes udkantsområder og landdistrikter. Sekretariatsbetjening af de regionale vækstfora.
- Jordforurening
- Råstofkortlægning og -planlægning
- Drift af en række institutioner for udsatte grupper og grupper med særlige behov på social- og specialundervisningsområdet
- Oprettelse af trafikselskab for regionen

Regionerne har ikke kommunalfuldmagt, og må således ikke flytte penge mellem områderne.
Sygehusvæsenet er regionen klart største opgave. I 2010 fordelte budgettet på 25,2 mia. kr. sig således:
- Sundhed 20,2 mia. kr.
- Psykiatri og Social 2,6 mia. kr.
- Regional Udvikling 0,6 mia. kr.
- Fælles administration 0,4 mia. kr.
- Anlæg 1,1 mia. kr.
- Renter og afdrag 0,3 mia. kr.

## Kommuner i regionen
I Region Midtjylland er der 19 kommuner. Borgmestrene for de 19 kommuner samt regionsrådsformanden udgør tilsammen Kontaktudvalget i Region Midtjylland. Udvalget er lovpligtigt.
Med 24,45% af regionens samlede befolkning eller 352.751 indbyggere (2021) er Aarhus Kommune regionens mest folkerige kommune. Ringkøbing-Skjern er arealmæssigt Danmarks største kommune med sit totale areal (land og vand) på 1.494,56 km².
| - Favrskov Kommune - Hedensted Kommune - Herning Kommune - Holstebro Kommune - Horsens Kommune - Ikast-Brande Kommune - Lemvig Kommune - Norddjurs Kommune - Odder Kommune - Randers Kommune - Ringkøbing-Skjern Kommune - Samsø Kommune - Silkeborg Kommune - Skanderborg Kommune - Skive Kommune - Struer Kommune - Syddjurs Kommune - Viborg Kommune - Aarhus Kommune | Region Midtjyllands kommuner |

## Regionens oprettelse
Regionen er i lighed med de øvrige regioner oprettet den 1. januar 2007 i forbindelse med amternes nedlæggelse som en del af Strukturreformen.
Region Midtjylland omfatter de tidligere Ringkjøbing og Århus amter (med undtagelse af en del af Mariager Kommune), samt den sydøstlige del af Viborg og de tidligere kommuner Brædstrup, Gedved, Hedensted, Horsens, Juelsminde, Nørre-Snede og Tørring-Uldum i Vejle Amt.